# Juan Bautista Porcar
Juan Bautista Porcar Ripollés (Castellón de la Plana, 8 de abril de 1889 - Castellón de la Plana, 3 de octubre de 1974) fue un pintor español.

## Biografía
Nació en una humilde familia de labradores. Hasta los 17 años alternó las labores agrícolas con las tareas artísticas. Su primera formación pictórica la recibió del pintor castellonense Vicent Castell. 
En 1906 la Diputación de Castellón le concedió una beca para realizar estudios de escultura en la Real Academia de Bellas Artes de San Carlos de Valencia. Desde 1910 hasta 1914 residió en Barcelona, en donde contactó con la bohemia artística relacionada con la modernidad, al tiempo que empezó a abandonar la escultura para dedicarse de lleno a la pintura.
En 1915 regresó a Castellón y fundó la agrupación “Ribalta”, centrada en la pintura natural del paisaje. Su primera exposición individual la realizó en Barcelona en 1927. Luego alternó las exposiciones en España con su participación en certámenes internacionales (Venecia, Oslo, París, Buenos Aires). Su mayor éxito lo logró en 1954, al obtener la primera medalla en la Exposición Nacional de Bellas Artes, por lo que, en sus últimos años, gozó de  prestigio. Contó con numerosos discípulos que imitaron su estilo. Cuando al final de sus años, un marchante de arte valenciano quiso comprarle toda su obra, Porcar se negó, respondiéndole con ironía: Cuando pasaba hambre en mi infancia hubiese querido que me comprasen algún cuadro, pero ahora ya no necesito venderlos.

## Temas pictóricos
Sus temáticas preferentes eran los nens (niños que reposaban o realizaban juegos), los retratos, las pinturas rupestres y, sobre todo, los paisajes. En la línea del realismo evolucionado, los paisajes de Porcar se distinguen por la justa proporción de la luz, la estrechez de los horizontes frente a la amplitud de los cielos, la pincelada suelta y el cariño a la tierra en los temas elegidos (pinares, marjales, pasos a nivel, escenas portuarias).    

## Arqueología
Su actividad pictórica se vio complementada con una dedicación paralela a la investigación arqueológica en la provincia, que tuvo una especial compensación en 1933, cuando participó en las excavaciones de las pinturas rupestres de la cueva Remigia en el barranco de “La Gasulla”, en Ares del Maestre, hecho que le permitió un contacto directo con científicos de la talla de Hugo Obermaier y Henri Breuil. Fue también miembro del Comité Internacional del Arte Rupestre.